# Die Ernte
Die Ernte war der Titel einer Augsburger Schülerzeitschrift, in der der deutsche Dichter und Dramatiker Bertolt Brecht seine ersten literarischen Versuche veröffentlichte. Brecht selbst veröffentlichte Teile seiner Werke unter dem Pseudonym Berthold Eugen.
Brecht war bereits in seiner Jugend fest davon überzeugt, er werde einmal ein bedeutender Dichter. Seine ersten Versuche verliefen jedoch nicht sehr ermutigend. Texte, die er bei Zeitschriften einreichte, wurden abgewiesen. Brecht fasste gemeinsam mit seinem Freund Fritz Gehweyer den Entschluss, eine eigene Zeitschrift herauszugeben. In sein Tagebuch 1913 notierte er im August: „Gehweyer und ich geben eine Zeitschrift heraus – Die Ernte, eine Aufl. bereits fertig. Mitarbeiterschaft Hohenesters gesichert.“ Auch alle weiteren Mitarbeiter für die Zeitschrift gewann Brecht unter seinen Mitschülern der Klasse 6A und der Parallelklasse. Er konnte nun, ohne einem Zwang zu unterliegen, seine literarischen Versuche publizieren und sich gleichzeitig in redaktioneller Tätigkeit üben.
Das erste von sechs Heften erschien im September 1913, das letzte im Februar 1914. Es wurden jeweils etwa 40 Exemplare hektografiert, der Preis betrug 15 Pfennig. Das siebente Heft wurde nicht mehr fertiggestellt. Redakteure waren Brecht und Julius Bingen, Gehweyer war für die grafische Gestaltung zuständig. Fast das gesamte Heft 6 ist mit Brechts erstem überliefertem dramatischem Versuch Die Bibel gefüllt, den er mit Bertold Eugen signierte.
Als Hauptproblem der Ernte stellte sich bald heraus, dass es kaum gelang, Beiträge anderer Autoren zu akquirieren. Um dem Eindruck zu begegnen, in der Zeitschrift würden fast ausschließlich Arbeiten Brechts veröffentlicht, gab dieser verschiedene seiner kleinen Dichtungen an Mitschüler weiter, die dann unter deren Namen publiziert wurden. Auf die Dauer war diese Arbeitsweise allerdings nicht aufrechtzuerhalten und da es Brecht auch weiterhin nicht gelang, fremde Beiträge in nennenswertem Umfang zu gewinnen, wurde das Erscheinen der Zeitschrift Anfang 1914 eingestellt.
Im Jahr 1997 wurde ein kompletter Satz der Ernte aufgefunden, so dass die bis dahin teilweise nur aus Abschriften rekonstruierten Werke wieder im Original verfügbar sind.